# اب‌وی
شرکت، اب‌وی (NYSE: ABBV) (AbbVie) یک شرکت زیست‌داروی مبتنی بر تحقیق است.